# Prometheus (Orff)
Prometheus ist eine Oper von Carl Orff. Der durchgängig altgriechische Text ist die Tragödie  Der gefesselte Prometheus (griechisch Προμηθεὺς Δεσμώτης – Promētheús desmṓtēs – ), der einzig überlieferte Teil der Prometheus-Trilogie von Aischylos. Die Uraufführung fand am 24. März 1968 im Staatstheater Stuttgart unter der Leitung von Ferdinand Leitner in einer Inszenierung von Gustav Rudolf Sellner in Bühnenbild und Kostümen von Teo Otto statt. Am 1. August 1968 folgte im Rahmen der Festspiele der Bayerischen Staatsoper München eine vom Komponisten enthusiastisch begrüßte Neuinszenierung unter der Leitung von Michael Gielen mit der Regie von August Everding und in der Ausstattung von Josef Svoboda. Unter den zunehmend häufigen Aufführungen der letzten Jahre errang die Neuinszenierung des Werkes im Rahmen der Ruhrtriennale 2012 in Duisburg unter der musikalischen Leitung von Peter Rundel besonderen Erfolg; konzertante Aufführungen erfolgten 2013 in München, 2015 bei den Carl-Orff-Festspielen Andechs in Diessen am Ammersee sowie 2015 wiederum in München.

## Handlung
Der wegen des angeblichen Feuerraubs auf immer in skythische Eisenketten gelegte Titan Prometheus will dem olympischen Herrscher Zeus ein geheimes Wissen nicht verraten, das zu besitzen er behauptet. Nachdem Hermes schließlich den Prometheus ein letztes Mal aufgefordert hat, endlich den Namen der Hetäre zu nennen, welche Zeus und seine Gefolgsleute die ewige Herrschaft kosten werde, und Prometheus sich weigert, wird er unter Blitz und Donnerschlägen durch ein Erdbeben ins Schattenreich des Hades gesandt.
Kratos (griechisch „Macht“) und Bia (griechisch „Gewalt“), die Knechte des Zeus, schleppen Prometheus in den Kaukasus, wo sie auf Zeus’ Befehl hin den widerstrebenden Hephaistos zwingen, Prometheus an einen Felsen nahe dem Kaukasus zu ketten. Hephaistos hat zwar Mitleid mit Prometheus, jedoch auch Angst vor Zeus und fügt sich.
Nachdem Hephaistos, Kratos und Bia abgegangen sind, erscheint der Chor der Töchter des Okeanos, der ihn seiner Freundschaft versichert und sich nach dem Grund dieser Strafe erkundigt, wobei die Chorführerin den größten Teil des Dialogs bestreitet. Prometheus berichtet von dem Kampf gegen Kronos, in dem er Zeus half, durch List und Klugheit dessen Vater zu stürzen. Zeus teilte danach die Ämter aus, gedachte der Menschen jedoch nicht, so dass einzig Prometheus ihnen beistand und ihnen das Feuer, die Hoffnung und die Kunst der Weissagung verschaffte. Der Chor mahnt ihn ob seiner Kühnheit, worauf Prometheus erklärt, dass er es trotz seines Wissens um seine Bestrafung um der Menschen willen getan habe.
Der Chor fliegt davon, woraufhin Okeanos auf seinem Greif geritten kommt. Er bezeichnet sich als größten Freund des Prometheus und behauptet, er sei so schnell wie möglich hergeeilt. Doch Prometheus fragt ihn, ob er sich auch an seinem Leid ergötzen wolle, und empört sich erneut über Zeus. Okeanos mahnt ihn ebenfalls wegen der mangelnden Unterwürfigkeit gegenüber dem neuen Herrscher. Prometheus solle sich unterwerfen und um Gnade bitten, so dass er erlöst werde. Doch dieser reagiert mit Ironie auf diesen Rat des Okeanos, der nicht mit ihm zusammen die Menschen unterstützt hatte. Okeanos bietet an, bei Zeus guten Einspruch einzulegen, doch Prometheus rät ihm davon ab, verweist auf seinen Bruder Atlas und auf Typhon; wie ihnen solle es Okeanos nicht ergehen. Okeanos lässt sich überreden und fliegt davon.
Der Chor kehrt zurück und beklagt Prometheus’ trauriges Schicksal. Daraufhin erzählt Prometheus, welches Wissen er den Menschen brachte, unter anderem die Heilkunde, Seefahrt, Meteorologie, Weissagung. Auch prophezeit er, dass Zeus einst abdanken und Prometheus erlöst werde. Nur, so sagt er, dürfe er nicht des Zeus Zukunft berichten, damit seine Prophezeiung in Erfüllung gehe. Der Chor singt vom Leiden des Prometheus und der ausbleibenden Hilfe durch die von Prometheus unterstützten Menschen.
Die gehörnte Io kommt hinzu. Prometheus verkündet ihr das Ende des Zeus durch einen Sohn der Hera. Als Io erfährt, dass Prometheus die Weissagekunst beherrscht, möchte sie ihr eigenes Schicksal erfahren. Doch vorher berichtet sie, wie sie von der Liebe des Zeus träumte. Deshalb erhielt Inachos, der Vater der Io, das Orakel, seine Tochter des Landes zu verweisen. Um die Liebe zu Io zu verschleiern, verwandelte er sie in eine Kuh. Doch Hera blieb dies nicht verborgen; sie schickte Argos als Wächter und ließ die Kuh von einer Bremse jagen. Nun verkündet Prometheus Ios Zukunft: Sie werde den Bosporus (der nach ihr erst so benannt werden wird) überqueren und schließlich über Äthiopien flussabwärts ins Nildelta nach Kanopus gelangen, um dort den Epaphos zu gebären. Ein Nachkomme der Io in der 13. Generation, ein „Held des Bogens“ (gemeint ist Herakles) werde dereinst Prometheus retten. Da Io die Stiche der Bremse nicht weiter ertragen kann, entflieht sie.
Prometheus offenbart den Okeaniden, dass Zeus durch den Fluch des Kronos sein Ende finden werde. Hermes kommt hinzu und fordert, dass Prometheus dem Zeus eröffne, wer ihn stürzen werde. Er droht mit Blitz und Sturm, die Prometheus arg zusetzen würden; ein von Zeus gesandter Adler werde kommen, um Prometheus’ Leber zu fressen. Da Prometheus sich weigert, dieses Wissen preiszugeben, ereilt ihn die Strafe des Zeus: Der Felsen mit dem daran geschmiedeten Titanen versinkt im Hades.

## Musik

### Orchester
Die Partitur von Orffs Prometheus sieht eine in der Musikgeschichte einzigartige Orchesterbesetzung vor:
- 6 Flöten, alle auch Piccoloflöten, 1 auch Bassflöte
- 6 Oboen, die Oboen 5–6 auch Englischhorn
- 6 Trompeten
- 6 Posaunen
- 4 Harfen
- 4 Tenorbanjos
- 1 Orgel
- 1 Regal
- 1 elektrische Orgel
- 4 Konzertflügel mit 8 Spielern
- 9 Kontrabässe

Die große Schlagzeugbesetzung verlangt 15 bis 18 Spieler:
- 5 Pauken
- 2 kleine Pauken mit Holzplatte
- 1 Kleine Trommel mit Schnarrsaiten
- 3 Baskische Trommeln
- 2 Große Trommeln, eine davon mit am Korpus befestigtem Becken
- 1 O-Daiko
- 1 Taiko
- 4 Darabukkas
- 2 Congas
- 1 Lithophon
- 2 Xylophone
- 2 chromatische Tenorxylophone
- 2 Marimbaphone
- 1 Baßxylophon
- 1 Glockenspiel
- 1 Metallophon
- 1 Bass-Metallophon
- 6 Röhrenglocken
- 1 Triangel
- 1 Paar Becken (zusammengeschlagen)
- 3 hängende Becken (klein – mittel – groß)
- 5 hängende türkische Becken
- 3 hängende chinesische Becken
- 2 Cymbales antiques
- 1 Paar kleine Cymbales antiques (c5)
- 6 Paar antike Zimbeln
- 3 Tamtam
- 3 Gongs
- 2 Metallplatten (e3 und f3)
- 1 Plattenglocke (Kontra-C)
- 1 Guiro
- 5 Holzblöcke
- 3 Holzglocken
- 1 Große Holzglocke
- 1 Afrikanische Schlitztrommel
- Holzplatten
- 1 Paar Bambusröhren
- 2 Paar Hyoshigi
- 1 Wasamba
- 1 Bin Sasara
- 4 Maracas
- 2 Angklung (g1 und b1)
- 7 Gläser (abgestimmt)
- 1 Windmaschine
- 1 Donnermaschine

Die chromatischen Tenorxylophone sind Instrumente des Orff-Schulwerks. Da sie im Orchestergebrauch wegen der chromatischen Anordnung der Stäbe ungebräuchlich sind, aber nur sie die Ausführung chromatischer Glissandi ermöglichen, werden in der gegenwärtigen Aufführungspraxis Marimbaphone an Stelle der Instrumente des Orff-Schulwerks verwendet, nur die Glissandi werden weiterhin auf den Tenorxylophonen ausgeführt. Die Partitur des Prometheus spiegelt daher die Aufführungspraxis aller drei Antikenopern von Orff.
Während die Ausführung der Schlagzeugpartien zur Zeit der Uraufführung beträchtliche Anforderungen an die Schlagzeuger stellte, bietet Orffs Partitur dank der außerordentlichen Entwicklung der Schlagzeugtechnik in den vergangenen Jahrzehnten keine unüberwindlichen Hindernisse mehr.

### Musiksprache
Wie Pietro Massa zeigen konnte, begleitete ein intensiver Gedankenaustausch mit dem Altphilologen Wolfgang Schadewaldt, dem Musikwissenschaftler Thrasybulos Georgiades sowie mit Wieland Wagner als dem vom Komponisten ursprünglich vorgesehenen Regisseur den Entstehungsprozess der Orff’schen Antikenopern. Die für die Entstehungszeit des Werkes revolutionäre Entscheidung zur Vertonung des altgriechischen Originaltextes traf Orff erst nach ausführlicher Konsultation mit Wolfgang Schadewaldt, der den Komponisten in Detailfragen der griechischen Metrik beriet. Da die Quantitätsmetrik des Altgriechischen mit der Akzentmetrik der modernen europäischen Sprachen wie auch mit dem Taktmetrum der europäischen Kunstmusik unvereinbar ist, wählte der Komponist die Lösung, den über weite Strecken der Oper rhythmisch deklamierten Text nicht in einem Rhythmus deklamieren zu lassen, der das altgriechische Metrum des Originals abbildet, sondern die Silbenordnung des altgriechischen Textes mit einer autonomen musikalisierten Rhythmik zu überformen. Da weite Teile der Partitur eine rhythmische Deklamation der Solostimmen vorsehen, die nur gelegentlich durch Einwürfe des gigantischen Schlagwerks unterbrochen wird, markierte die Partitur von Prometheus auch gegenüber den vorausgegangenen Antikenopern eine neue Stufe von Orffs Abkehr von traditionellen Tonhöhenstrukturen.
Die Konzentration auf ein Ensemble aus Schlaginstrumenten mit bestimmter und unbestimmter Tonhöhe, ursprünglich sicherlich aus der Faszination geboren, die die einzige noch entwicklungsfähige Gruppe des Orchesters auf die Komponisten des 20. Jahrhunderts ausübte, erscheint in der Partitur von Prometheus im Vergleich zu Orffs früheren Antikenopern nochmals intensiviert. Klavier und Xylophone, im traditionellen Orchester eher mit marginalen Aufgaben vertraut, nehmen innerhalb der Prometheus-Partitur etwa die Rolle ein, die dem Streicherkörper im Orchestersatz der Wiener Klassik zufiel. Traditionelle Instrumente der europäischen Orchestertradition – wie etwa Flöten, Oboen, Trompeten und Kontrabässe – erscheinen dagegen mit Funktionen betraut, die von den seltenen Schlaginstrumenten im Orchester des 19. Jahrhunderts wahrgenommen wurden.
Die Einbeziehung zahlreicher außereuropäischer Instrumente, die vorher im Orchester der europäischen Kunstmusik noch keine Verwendung gefunden hatten, kann nicht als musikalischer Exotismus interpretiert werden, zumal der Komponist die neuen Klangfarben kaum ungemischt verwendet. Die Versammlung von Instrumenten aus allen Teilen der Welt im Symphonieorchester Orffs dient vielmehr der Untermauerung des Anspruches, in der Vertonung des altgriechischen Mythos das Allgemein-Menschliche des Mythos zur Erscheinung zu bringen.
Im musikhistorischen Rückblick erscheinen Orffs Antikenopern als ein außerordentlich origineller Sonderweg des Musiktheaters nach 1950, der in den Jahren seit 2000, nicht zuletzt wegen der Verwandtschaft von Orffs Musiksprache zu den Tendenzen der Minimal Music, wieder mehr Beachtung erfährt.

## Aufnahmen
- Roland Hermann, Colette Lorand, Fritz Uhl, Heinz Cramer, Josef Greindl, Kieth Engen; Rundfunk-Symphonieorchester Köln, Musikalische Leitung: Ferdinand Leitner. 1972. Arts Archives.
- Roland Hermann, Colette Lorand, Fritz Uhl, Heinz Cramer, Josef Greindl, Kieth Engen; Symphonieorchester des Bayerischen Rundfunks, Musikalische Leitung: Rafael Kubelík. Orfeo 1975.